# Atmosphärische Optik

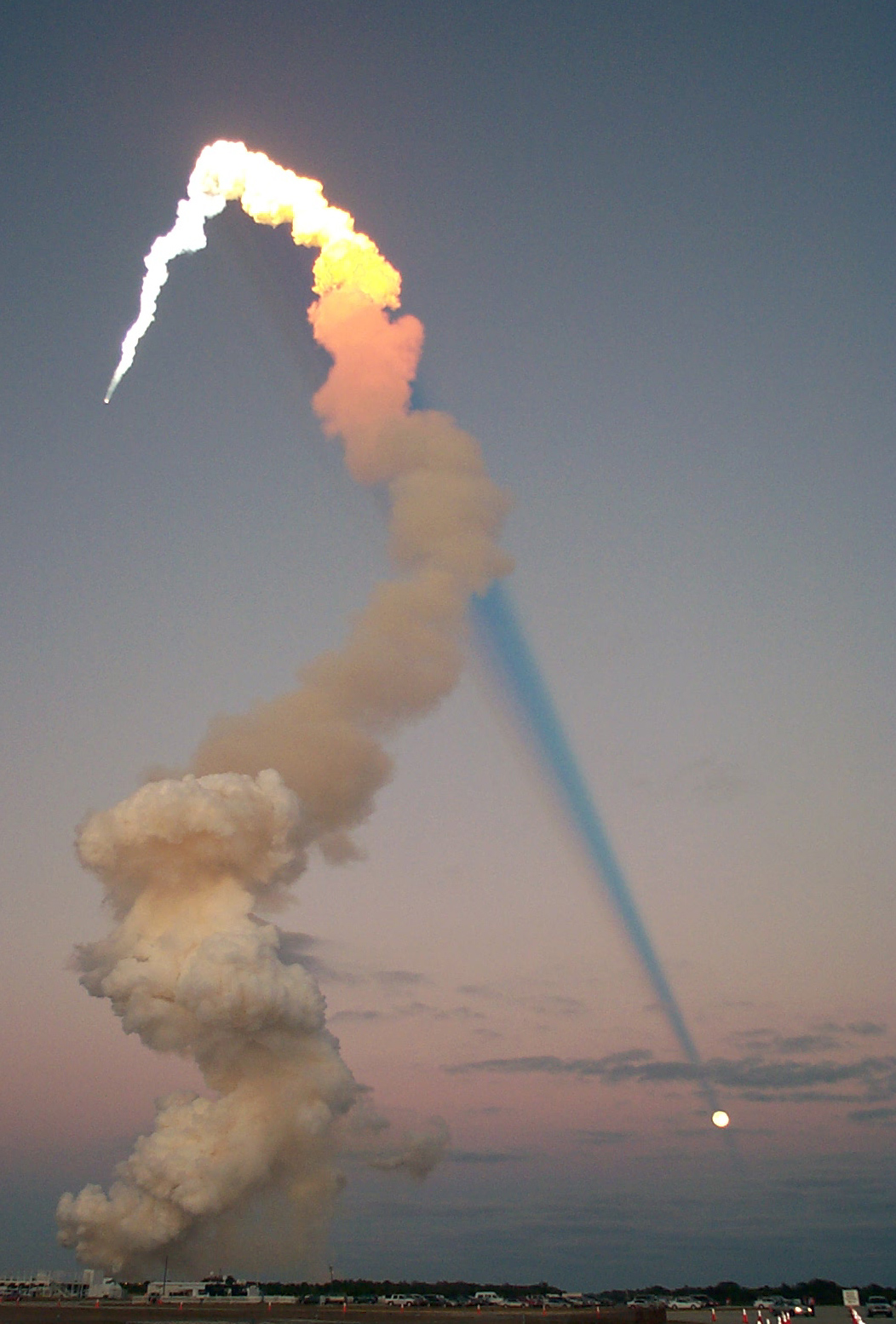
Start einer Raumfähre bei Sonnenuntergang mit einem eindrucksvollen Schattenwurf

Die Atmosphärische Optik ist ein Teilbereich der Optik und beschäftigt sich interdisziplinär – gemeinsam mit der Meteorologie – mit optischen Phänomenen in der Erdatmosphäre.
Das Interesse an diesen Phänomenen besteht einerseits in der Aufklärung der Ursachen für diese teilweise recht eindrucksvollen Erscheinungen und andererseits in der Möglichkeit, Rückschlüsse auf bestimmte Wetterlagen und atmosphärische Schichtungen zu ziehen.
Beispiele sind:
- blaues Himmelslicht, Schatten
- Morgen- und Abendrot (Dämmerung)
- Regenbogen, Nebelbogen, Taubogen, Mondregenbogen
- Brockengespenst
- Leuchtende Nachtwolken
- Grüner Blitz
- Purpurlicht
- Alpenglühen
- Halophänomene wie 22°-Halo, Nebensonnen, Nebenmonde, Lichtsäule, Zirkumzenitalbogen etc.
- Lichtbüschel
- Wetterleuchten
- Polarlicht
- Farbige Schatten
- Fata Morgana
- Luftflimmern
- Airglow

Der Iridium-Flare hingegen ist ein Lichtreflex, hervorgerufen durch Reflexion des Sonnenlichtes an Satelliten-Antennen außerhalb der Erdatmosphäre.
Auch das Zodiakallicht hat seinen Ursprung außerhalb der Erdatmosphäre und zählt damit nicht zur Atmosphärischen Optik.